# 閩江口海戰
閩江口海戰是中華民國與中華人民共和國於1958年2月19日於馬祖列島爆發的零星衝突。
1958年2月19日，中華民國海軍62特遺部隊北區巡邏支隊隊長李敦謙少將乘旗艦德安艦，率沱江、涪江、清江三艘巡邏艦在閩江口一帶與解放軍魚雷艇隊交戰，國軍宣稱擊沉、擊傷魚雷快艇各三艘，然而在中共沒有任何這方面的戰鬥紀錄。